# Gioacchino Conti
Pour les articles homonymes, voir Conti.
Gioacchino Conti, dit Il Gizziello, né à Arpino le 28 février 1714 et mort à Rome le 25 octobre 1761, est un castrat et soprano italien.

## Biographie
Gizziello est né à Arpino, dans la campagne romaine. Il étudie le chant à Naples, auprès de Domenico Gizzi, et débute à un âge précoce (seize ans à peine) dans Artaserse de Leonardo Vinci, à Rome, en 1730.
Gizziello chante en Europe, surtout à Londres, à l'époque de Haendel, qui l'embauche dans sa troupe. Il interprète des œuvres de Haendel telles que Atalanta, Giustino, Berenice, Arminio et Ariodante. Il chante dans les opéras des musiciens les plus célèbres de son temps, tels que Niccolò Jommelli (Manlio, 1746), Baldassare Galuppi (Artaserse, 1751) et Johann Adolph Hasse (Démétrius, 1747). Après 1759, Conti quitte la scène et s'installe à Rome, où il passe les deux dernières années de sa vie.
Gizziello est connu pour sa voix de soprano puissant et très aigu pour son temps. Il n'abusait pas de la coloratura et était renommé pour son style fluide, sentimental et doux. La virtuosité vocale ne l'intéressant pas, son style n'était pas aussi acrobatique que celui de son contemporain et ami Farinelli.